# 菲尔·凯塞尔
菲尔·凯塞尔（英語：Phil Kessel，1987年10月2日—），美国男子冰球运动员。他曾代表美国国家队参加2010年和2014年冬季奥林匹克运动会冰球比赛，其中2010年冬季奥运会获得一枚银牌。